# Zalaszombatfa
Zalaszombatfa è un comune dell'Ungheria di 61 abitanti (dati 2001). È situato nella contea di Zala.